# 龍・W・F
龍・W・F（りゅう・ダブリュー・エフ）は、エフエム北海道（AIR-G'）で2012年7月14日から2017年3月26日まで放送されていたラジオ番組。

## 概要
ラジオパーソナリティのDJ龍太とNCBBのDAI-HARDとDJ KAY-Tの三人がリスナーから届いたメッセージをもとにトークをしていく。
番組名のとおり龍・W・FはパーソナリティのDJ龍太の「龍」と日本のプロレス団体であるUWFの「U」を掛け合わせたものであり、
テーマ曲やジングルもUWFプロレスをイメージしたものとなっている。
普段は毎週木曜日のGTR終了後に収録するが、不定期で生放送をすることがあり、その際は第3スタジオからの放送となる。
2017年3月19日の放送で龍・拡・散の放送開始に伴い、2017年3月26日の放送をもってこの番組の終了が発表された。
なお、後番組の龍・拡・散のパーソナリティもDJ龍太が務め、DAI-HARDとKAY-Tは不定期出演となる。
最終回は生放送。

## 放送時間
- 日曜深夜 24:00 - 25:00（2013年4月7日 - 2017年3月26日）

過去の放送時間
- 土曜深夜 25:00 - 26:00（2012年 - 2013年3月31日）

## 出演
- DJ龍太
- DAI-HARD（NCBB）
- DJ KAY-T

## テーマ曲
- オープニングテーマ:UWFのテーマ
- エンディングテーマ:絆 DOG FIGHT (バンド)

- もっこりメールのテーマ:時には娼婦のように 黒沢年雄

※女性の声で「もっこりメール」のコールが入りコーナーがスタートする。

## コーナー
メッセージ紹介
龍太がリスナーから届いたメッセージを読んでいく。
もっこりメール
龍太、DAI-HARD、KAY-Tの三人が毎週、性に関する記事やニュースを中心に集め、
特に気になったトピックを紹介していくコーナー。
トピックを紹介する順番は
龍太→KAY-T→DAI-HARDといった順番になることが多い。

## 龍WFツアー
不定期で三人が北海道ツアーをしてリスナーに会いに行く企画。